# سیارک ۱۹۵۶۳
سیارک ۱۹۵۶۳ (به انگلیسی: 19563 Brzezinska، نامگذاری:1999JB124) نوزده هزار و پانصد و شصت و سومین سیارک کشف شده‌است که در ۱۴ مه ۱۹۹۹ کشف شد.
قدر مطلق سیارک برابر ۱۳.۵ است.